# Excitatorisk postsynaptisk potential

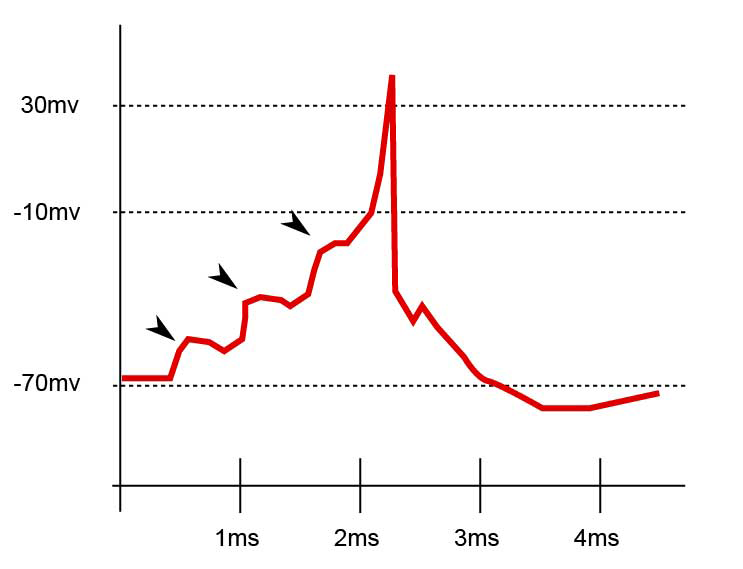
diagram över membranpotentialen i en cell, som får tre EPSP:er, där den tredje leder till att tröskelnivån för depolarisering uppnås, varpå spänningskänsliga jonkanaler öppnas varpå cellen depolariseras helt, och sedan repolariseras.

Excitatorisk postsynaptisk potential (EPSP) är en temporär delvis depolarisering av en postsynaptisk cell, som orsakats av en presynaptisk cells signalering. De postsynaptiska potentialer som är excitatoriska kommer att öka chansen att den postsynaptiska cellen depolariseras.
Synapsen är utrymmet mellan en cells presynaptiska del av axonet, där en stor mängd vesiklar med signalsubstans finns. När det presynaptiska neuronet depolariseras kommer dessa vesiklar att exocyteras till synapsutrymmet, där de binder till receptorer på synaptiska området av en dendrit på den postsynaptiska cellens cellmembran. Detta kommer att påverka den cellens funktion, antingen genom att öppna jonkanaler eller påverka cellens metabolism genom bl.a. så kallade G-protein-signalering.
Dessa förändringar kommer att påverka cellens vilopotential, och om tillräckligt många receptorer aktiveras kan det leda till att den postsynaptiska cellen depolariserar. Motsatsen till EPSP:er är IPSP, inhibitorisk postsynaptisk potential, som alltså minskar chansen att en postsynaptisk cell depolariseras. Vad som avgör huruvida en cell depolariseras eller ej är alltså summan av alla EPSP:er och IPSP:er.
Den primära excitatoriska signalsubstansen är glutamat, den omnämns ibland som "gaspedalen" i nervsystemet.